# Круминя, Элита
Э́лита Кру́миня (латыш. Elita Krūmiņa; род. 1965) — латвийский экономист, государственный контролёр Латвии (с января 2013 года).

## Карьера
- С 2005 по 2013 год — член совета Государственного контроля Латвии и директор третьего ревизионного департамента.
- С 2003 по 2005 год — руководитель проектов и начальник отдела регионального кредитования и лизинга банка Parex.
- С 1998 по 2004 год — чиновник в Министерстве финансов Латвии.
- С 1995 по 1998 год — ревизор ООО Zemgales nafta
- С 1991 по 1995 — заместитель главного бухгалтера фирмы Straume
- С 1988 по 1990 — экономист предприятия Latvijas keramika.